# تورنگ‌تپه
تورنگ‌تپه، روستایی است از توابع بخش بهاران شهرستان گرگان در استان گلستان ایران.

## جمعیت
این روستا در دهستان استرآباد شمالی قرار داشته و براساس سرشماری سال ۱۳۸۵جمعیت آن ۶۶۱نفر (۱۷۱خانوار) بوده است.
- سال ۱۳۳۵ خورشیدی - جمعیت ۴۱۰ نفر - منبع سرشماری[۳]
- سال ۱۳۸۵ خورشیدی - جمعیت ۶۶۱ نفر - ۱۷۱ خانوار - منبع سرشماری